# كايل بارتلي
كايل بارتلي (بالإنجليزية: Kyle Bartley) مواليد 22 مايو 1991 في ستوكبورت، هو لاعب كرة قدم إنجليزي يلعب مع سوانزي سيتي كمدافع. مثّل منتخب إنجلترا لكرة القدم فئة الشباب.

## مرحلة الشباب

### أندية لعب لها
- بولتون واندررز
- نادي آرسنال

## المسيرة الاحترافية

### أندية لعب لها
- نادي آرسنال
- سوانزي سيتي

## روابط خارجية
- كايل بارتلي على موقع إي إس بي إن إف سي (الإنجليزية)
- كايل بارتلي على موقع قاعدة بيانات كرة القدم.إي يو (الإنجليزية)
- كايل بارتلي على موقع Soccerbase.com (لاعب) (الإنجليزية)
- كايل بارتلي على موقع Soccerway.com (الإنجليزية)
- كايل بارتلي على موقع عالم كرة القدم.نت (الإنجليزية)
- كايل بارتلي على موقع AS.com (الإسبانية)